# Can Pi (Esplugues de Llobregat)
Can Pi és un masia situada en el nucli antic d'Esplugues de Llobregat (Baix Llobregat), al costat de l'església parroquial de Santa Magdalena d'Esplugues. Forma part del conjunt monumental que configura el carrer de l'Església i la plaça del Pare Miquel. Està protegida com a bé cultural d'interès local.

## Arquitectura
És una masia de planta basilical, amb celler i cavallerissa. Planta baixa amb accés per porta de llinda, pis amb finestres també amb llinda i marc de pedra. Les golfes s'obren a l'exterior per tres obertures rematades cadascuna per una arcada de mig punt. La coberta és a dos vessants. Hi ha un pati al davant que conserva un xiprer centenari.
Als tres cossos originaris s'hi afegí un quart, a la dreta, en el segle xviii. En la llinda d'una de les finestres hi ha la inscripció "PL X AS I PI, 1728, B P" que correspon als noms de Josep Planas i Magdalena Pi, que van fer construir la nova casa connectada a la masia original.

## Història
L'origen es remunta al segle xiv. El primer propietari documentat és Antoni Guasch, el qual pagava, l'any 1516, censos al Monestir de Sant Pere de les Puel·les. La propietat passà a Pau Pi vers el 1625, i els seus descendents ocuparen la casa durant el segle xix. Canvià de propietari quan Pau Gelabert i Domènech es casà amb la filla hereva Magdalena Amigó. El 1925, el seu fill Pau Gelabert i Amigó cedí part del terreny que era limítrof amb l'església parroquial perquè hi fos construïda la capella del Santíssim que s'endinsa en la finca rural.